# کابار
کابار (به انگلیسی: Cobar) یک شهرک در استرالیا است که در نیو ساوت ولز واقع شده‌است.